# Бонилья, Мануэль
Мануэль Бонилья Чиринос (исп. Manuel Bonilla Chirinos; 7 июня 1849 года, Хутикальпа, Оланчо, Гондурас — 21 марта 1913 года, Тегусигальпа, Гондурас) — гондурасский военный, государственный и политический деятель, вице-президент в 1894 году, президент Гондураса с 1903 по 1907 год и с 1912 по 1913 год. Основатель Национальной партии Гондураса, которая была образована им из консервативной части Либеральной партии. Ныне Национальная партия является второй по влиянию политической партией в стране.

## Ранняя биография и семья
Мануэль Бонилья Чиринос родился в городе Хутикальпа, в провинции Оланчо 7 июня 1849 года в семье Хорхе Бонильи и Доминги Чиринос, также он был внуком адвоката и временного президента Гондураса Фелипе Бустильо. Он никогда не был женат, у него была любовница Хосефа Матуте, от которой он имел дочь Консепсьон Бонилья Матуте, единственную, которую удочерил, все остальные девять других детей остались официально незаконнорождёнными. 

## Трудовая и военная карьера
Бонилья закончил начальное образование в частной школе Эспиридион Ордоньес в 1860 году. Из его профессионального образования известно, что он учился столярному делу в мастерской Гильермо Бурхарда «Эльдорадо». Кроме того, он научился играть на скрипке и кларнете, и работал в асьенде «La Roqueta» до 1870 года, затем переехал в порт Трухильо, где работал школьным учителем. В раннем возрасте Мануэль Бонилья был призван на военную службу в гарнизон Трухильо. В марте 1871 года он стал сержантом. По приказу президента Карлоса Селео Ариаса Лопеса в 1872 году ему было поручено содержать под арестом генерал-капитана Хосе Марии Медину в Комаягуэле до 13 января 1874 года. 
Несколько лет спустя Бонилья был произведён в чин полковника, что позволил ему быть назначенным командующим войсками Трухильо в период с 1877 по 1880 год. В 1877 году ему была поручена должность судьи специального суда по делу о преступлениях государственной измены и покушениях на администрацию, возбужденных против бывшего президента Хосе Марии Медины в городе Санта-Роса-де-Копан, Медина. был признан виновным и позже расстрелян в этом городе. Позднее Бонилья был назначен губернатором и командующим войсками в Йоро с 1881 по 1882 год, позже он был командующим войсками Амапалы и военным министром.

## Вице-президент
Как член Либеральной партии Гондураса Бонилья первоначально придерживался взглядов Поликарпо Бонильи и в 1894 году на выборах был избран вице-президентом последнего, но через год подал в отставку.

## Президентство (1903 — 1907)

### Всеобщие выборы 1902 года
Мануэль Бонилья был официальным кандидатом от Прогрессивной партии (сегодня — Национальная партия Гондураса), получив 28 550 голосов (48,7%), другими кандидатами были Хуан Анхель Ариас Бокин от Либеральной партии Гондураса, получивший 25 118 голосов (42,9%) и доктор Марко Аурелио Сото из Клубной партии Патриотического союза, получивший 4857 голосов (8,3%). Таким образом, в октябре 1902 года Бонилья одержал победу на всеобщих выборах, но уходящий президент Теренсио Сьерра, не захотевший отдавать пост своему идеологическому противнику, передал власть в руки Хуана Анхеля Ариаса Бокина, из-за этих нарушений Мануэль Бонилья решил провозгласить себя президентом острова Амапала.
Оттуда Бонилья начал вооруженный конфликт против администрации Ариаса, вызвав гражданскую войну. 12 апреля 1903 года правительство Хуана Анхеля Ариаса Бокина было свергнуто силами генерала Мануэля Бонильи, и он был утвержден в качестве президента. В 1904 году Национальный конгресс провозгласил новую Конституцию Гондураса 1904 года, в которой продлил президентские сроки до 6 лет без переизбрания. 8 февраля 1904 года либеральные депутаты Поликарпо Бонилья, Маркос Кариас Андино, Мигель Анхель Наварро, Мигель Окели Бустильо и другие были арестованы в Национальном конгрессе Гондураса американским наёмником Ли Кристмасом, который занимал пост генерального директора полиции.

### Реформа военного образования
Бонилья твердо верил в военное образование, поэтому Законодательным декретом № 56 от 26 августа 1904 года, изданным Национальным Учредительным собранием, было создано Военное училище Гондураса, которое находилось под эгидой военного министерства. Директором, назначенным 17 сентября 1904 года, был лейтенант Сервандо Муньос. Эта школа действовала до 1912 года, когда сам Бонилья во время своего второго президентского срока решил закрыть центр.

### Конец правления
В марте 1907 года, после нескольких вторжений либеральных повстанцев, подстрекаемых никарагуанским правительством Хосе Сантоса Селайи, он потерял пост президента в произошедшем катастрофическом вооруженном конфликте и была сформирован хунта, куда входили либералы.

## Президентство (1912 — 1913)
Бонилья Чиринос выиграл президентские выборы 1911 года при безразличии либеральных оппонентов. Он принял на себя бразды правления 1 февраля 1912 года вместе с вице-президентом Франсиско Бертрандом Бараоной.
Во время второго срока Бонильи были изданы Положения о Школе капралов и сержантов в городе Грасиас. Также при его втором правлении, инвестор Рене Кейлауэр заинтересовался в строительстве железной дороги от Потрерильоса, до берегов залива Фонсека с выходом к Тихому океану. 
11 марта 1913 года состоялся первый телефонный звонок между Сан-Сальвадором и Тегусигальпой. Президент Сальвадора Карлос Мелендес поговорил с Патросинио Гусманом Тригеросом, временным поверенным в делах Сальвадора в Гондурасе, затем Кабинет Министров Гондураса пригласил министра иностранных дел Сальвадора Мануэля Кастро Рамиреса, который поговорил с министром иностранных дел Сальвадора Мариано Васкесом, который заявил, что президент Бонилья сожалеет, что не смог лично поговорить с президентом Мелендесом из-за своего слабого здоровья.
После внезапного ухудшения здоровья президента Бонильи, 20 марта 1913 года, пост президента был передан Франсиско Бертранду, на следующий день в 04:00 21 марта 1913 года Мануэль Бонилья умер, в настоящее время он похоронен в Соборе Святого Михаила Архангела в Тегусигальпе.

## Наследие
На протяжении всего правления, администрация Мануэля Бонильи отождествляла экономические и политические интересы США в Гондурасе. За время его правления транснациональные корпорации США получили щедрые концессии на землю на Северном побережье. Вместе с тем, в свой первый срок Мануэль Бонилья уделял большое внимание военному образованию, способствовал развитию народного просвещения и горнодобывающей промышленности, построил здание Национального театра в Тегусигальпе, восстановил железнодорожный транспорт в стране и пирс и маяк в городе Пуэрто-Кортес.

## Память
В честь Мануэля Бонильи названы такие учреждения как:
- Национальный театр им. Мануэля Бонильи в Тегусигальпе;
- Школа им. Мануэля Бонильи в городе Санта-Роса-де-Копан;
- Лицей им. Мануэля Бонильи в городе Ла-Сейба.